# Roßberg (Gemeinde Bad Leonfelden)
Roßberg ist eine Ortschaft in der Stadtgemeinde Bad Leonfelden im Mühlviertel in Oberösterreich. Die Ortschaft hat 17 Einwohner (Stand: 1. Jänner 2024).

## Geographie
Die Ortschaft liegt in den Südlichen Böhmerwaldausläufern und nahe der Staatsgrenze zu Tschechien. Sie ist Teil der Katastralgemeinde Weigetschlag und des Zählsprengels Bad Leonfelden-Umgebung. Zur Ortschaft Roßberg gehören 5 Adressen (Stand: 1. April 2020). Sie umfasst die gleichnamige Rotte Roßberg.
Roßberg befindet sich im Einzugsgebiet des Granitzbachs.

## Geschichte
Der Ortsname wurde im Jahr 1356 als Rossperch urkundlich erwähnt. Er bezieht sich auf einen Berg als Weideplatz von Pferden.
Laut Adressbuch von Österreich waren im Jahr 1938 in Roßberg einige Landwirte ansässig.

## Kultur und Sehenswürdigkeiten
Mehrere schwere Wanderwege verlaufen durch den Ort: die 35 Kilometer lange Salzstraßen-Runde, die 18,7 Kilometer lange Grenzland-Runde und die 16,3 Kilometer lange Via-Leone-Runde.

## Verkehr
Durch Roßberg führt die Leonfeldener Straße (B 126).